# Ahrenviölfeld
Ahrenviölfeld är en kommun och ort i Kreis Nordfriesland i förbundslandet Schleswig-Holstein i Tyskland.
Kommunen ingår i kommunalförbundet Amt Viöl tillsammans med ytterligare 12 kommuner.